# Reinhold Ansorg
Reinhold Ansorg (* 14. Dezember 1890 in dem Flecken Ruda-Guzowska im heutigen Powiat Opolski; † 14. Dezember 1985) war ein deutscher Bildhauer.

## Leben und Werk
Ansorg besuchte von 1908 bis 1911 die Königlich-Sächsische Kunstgewerbeschule in Dresden und studiert dann bis 1912, u. a. bei Robert Diez und Karl Albiker, an der Königlichen Akademie der Bildenden Künste. Künstler am Dresdner Elbhang nennt auch Anton von Werner. Es dürfte sich jedoch um Selmar Werner (1864–1953) gehandelt haben. Im Oktober 1912 schrieb sich Ansorg im Fach Bildhauerei der Akademie der Bildenden Künste München ein. Es fehlen Informationen über die Dauer seines Studiums. Von 1914 bis 1918 nahm Ansorg wohl am Ersten Weltkrieg teil.
Ansorg war u. a. Mitglied der Dresdner Kunstgenossenschaft und in der Zeit des Nationalsozialismus der Reichskammer der bildenden Künste. Das Dresdner Adressbuch verzeichnete ihn 1943 als akademischen Bildhauer mit der Wohnadresse Am Weißen Adler 10 und Arbeitsräumen in der Zirkusstraße 43. Das Gebäude fiel den Luftangriffen auf Dresden zum Opfer.
Auch nach dem Ende des NS-Regimes arbeitete Ansorg weiter als freischaffender Bildhauer, ab 1952 als Mitglied des Verbands Bildender Künstler der DDR.
Reinhold war mit der Richterin Linda Ansorg verheiratet, mit der er wegen ihrer wechselnden Dienststellen mehrmals in andere Wohnort ziehen musste. Sie wohnten u. a. in Radebeul und in Ost-Berlin. Dort hat Ansorg sein Grab bei seiner Frau auf dem Friedhof Pankow III in der Gräberanlage für Opfer des Faschismus und Verfolgte des Naziregimes und ihre Angehörigen.

## Werke (Auswahl)
- Porträtstudie einer Volksrichterin[2] (um 1953, Porträtbüste, Gips, getönt)[3]
- Schildkröte (1962, Spielplastik, Kunststein; Berlin, Dornbrunner Straße 17, heutige Kindertagesstätte Heidemühler Rasselbande)[4]

## Teilnahme an Gruppenausstellungen (unvollständig)
- 1928: Dresden, Sommerausstellung der Künstlervereinigung Dresden
- 1933: Dresden, Brühlsche Terrasse („Die Kunst dem Volke“)
- 1935: Dresden („Dresdner Kunstausstellung mit Sonderschau Kriegsbilder“)
- 1936, 1939: Dresden, Kunstausstellung Dresden
- 1940: Dresden („Dresdner Künstlerbund. Erste Ausstellung Kriegsjahr 1940“)
- 1943: Dresden, Brühlsche Terrasse („Große Dresdner Kunstausstellung“)
- 1951 und 1953: Dresden, Herbstausstellung Dresdner Künstler